# محلول ایده‌آل
محلول آرمانی خاصیت‌های ترمو دینامیکی و شیمیایی معرفی شده‌ای دارد که هرگاه مخلوط یا محلولی آن شرایط را احراز کرد به‌طور حتم از قانون رائولت پیروی می‌کند.
محلول ایده‌آل دارای آنتالپی انحلال صفر است و در نتیجه ضریب اکتیویته که مبین انحراف از حالت ایده‌آل است برابر یک می‌شود.
به عنوان یک مثال ملموس در یک محلول ایده‌آل از مولکولهای نوع A و B تمامی برهم کنشهای خودی(AA وBB) و غیرخودی (AB) یک مولکول با نزدیکترین همسایه‌هایش، دارای میانگین تقریبی یکسانی هستند یعنی:
AB=AA=BB
و برهم کنش با مولکولهای غیر همسایه ناچیز است. به بیان ریاضی یک محلول ایده‌آل باید شرط زیر را دارا باشد:
fi=xi.f*i
که fi فوگاسیته مادهٔ i در محلول و f*i فوگاسیته مادهٔ خالص i است.
از آنجا که آنتالپی انحلال صفر است نتیجه می‌گیریم که تغییرات انرژی آزاد گیبس طی فرایند انحلال ناشی از آنتروپی انحلال است. برای یک محلول دوتایی تغییرات مولی انرژی گیبس به صورت زیر است:
(ΔGm,mix = RT(xAlnxA + xBlnxB
که همیشه مقدار ان منفی است زیرا مقادیر لگاریتم موجود در رابطه مقدار منفی دارند.